# Nikolaj Domakinov
Nikolaj Mihajlov Domakinov (in bulgaro Николай Михайлов Домакинов?; Filippopoli, 11 luglio 1980) è un ex calciatore bulgaro, di ruolo difensore.

## Carriera

### Club
Debutta da professionista con la squadra della sua città, il Botev Plovdiv, con cui conta 98 presenze e 3 gol.

### Nazionale
Conta 2 presenze con la Nazionale bulgara.

## Statistiche

### Cronologia presenze e reti in Nazionale
| Cronologia completa delle presenze e delle reti in nazionale ― Bulgaria | Cronologia completa delle presenze e delle reti in nazionale ― Bulgaria | Cronologia completa delle presenze e delle reti in nazionale ― Bulgaria | Cronologia completa delle presenze e delle reti in nazionale ― Bulgaria | Cronologia completa delle presenze e delle reti in nazionale ― Bulgaria | Cronologia completa delle presenze e delle reti in nazionale ― Bulgaria | Cronologia completa delle presenze e delle reti in nazionale ― Bulgaria | Cronologia completa delle presenze e delle reti in nazionale ― Bulgaria |
| Data                                                                    | Città                                                                   | In casa                                                                 | Risultato                                                               | Ospiti                                                                  | Competizione                                                            | Reti                                                                    | Note                                                                    |
| ----------------------------------------------------------------------- | ----------------------------------------------------------------------- | ----------------------------------------------------------------------- | ----------------------------------------------------------------------- | ----------------------------------------------------------------------- | ----------------------------------------------------------------------- | ----------------------------------------------------------------------- | ----------------------------------------------------------------------- |
| 16-11-2005                                                              | Houston                                                                 | Messico                                                                 | 0 – 3                                                                   | Bulgaria                                                                | Amichevole                                                              | -                                                                       |                                                                         |
| 12-12-2005                                                              | New York                                                                | Ecuador                                                                 | 3 – 0                                                                   | Bulgaria                                                                | Amichevole                                                              | -                                                                       |                                                                         |
| Totale                                                                  |                                                                         | Presenze                                                                | 2                                                                       |                                                                         | Reti                                                                    | 0                                                                       |                                                                         |